# Pagastia orientalis
Pagastia orientalis är en tvåvingeart som först beskrevs av Chernovskij 1949.  Pagastia orientalis ingår i släktet Pagastia och familjen fjädermyggor. Inga underarter finns listade i Catalogue of Life.